# فيليب لودفيغ، كونت بالاتينات-نيوبورغ
فيليب لودفيغ من نيوبورغ (بالألمانية: Philipp Ludwig von Pfalz-Neuburg) (2 أكتوبر 1547 - 22 أغسطس 1614) كان كونت بالاتينات-نيوبورغ منذ 1569 حتى وفاته في 1614.

## حياته
ولد في تسفايبروكن في 1547 هو ابن البكر لـ فولفغانغ، كونت بالاتينات-تسفايبروكن وآنا من هسن الابنة الثانية لـ فيليب الأول، لاندغراف هسن، وبعد وفاة في 1569 تم تقسيم الأراضي بينه وبين أشقائه الأربعة أخرين، بحيث حصل على دوقية نيوبورغ، تزوج من آنا الابنة الثانية لـ فيلهلم، دوق يوليش-كليفه-برغ الثري والأرشيدوقة ماريا من النمسا في 1574 بحيث استخدام هذا الزواج من أجل المطالبة بورثة هذه الدوقيات ضد طموح ناخبو براندنبورغ بعد وفاة صهره الوحيد يوهان فيلهلم، دوق يوليش-كليفه-برغ دون ورثة، تحول ابنه البكر لاحقاً إلى الكاثوليكية وحصل على دعم من إسبانيا والرابطة الكاثوليكية، وبينما براندنبورغ حصلوا على دعم من هولندا.
كان تحويل ابنه ووريثه فيليب فيلهلم من اللوثرية أصبح صعباً جداً، وبموجب معاهدة زانتن تم تقسيم الأراضي؛ بحيث تلقى فيلهلم لودفيغ دوقيات يوليش-برغ، وتوفي في 1614 في نيوبورغ ودفن في لاوينغن.

## الأبناء
أنجبت له آنا ثمانية أبناء:-
1. آنا ماريا (18 أغسطس 1575 - 11 فبراير 1643)؛ تزوجت من فريدرخ فيلهلم الأول، دوق ساكس-فايمار؛ ولهم ذرية.
2. دوروثيا سابين (13 أكتوبر 1576 - 12 ديسمبر 1598).
3. فولفغانغ فيلهلم، كونت بالاتينات-نيوبورغ (18 أغسطس 1578 - 20 مارس 1653)؛ خلف والده، وأيضا ورث من خلالها دوقتين يوليش-برغ في 1614 بعد صراع مع منافسيه.
4. أوتو هاينريش (28 أكتوبر 1580 - 2 مارس 1581).
5. أوغسطس، كونت بالاتينات-زولتسباخ (2 أكتوبر 1582 - 14 أغسطس 1632).
6. أماليا هيدفيغ (24 ديسمبر 1584 - 15 أغسطس 1607).
7. يوهان فريدرخ كونت بالاتينات-زولتسباخ-هيلبولتشتاين (23 أغسطس 1587 - 19 أكتوبر 1644).
8. صوفي باربر (3 أبريل 1590 - 21 ديسمبر 1591).